# 賴順生
賴順生（1908年—1992年），台灣教育家及政治人物，苗栗縣頭份鎮人。新竹中學畢業後考取臺灣總督府臺北高等學校文科甲類。畢業後就讀東京帝國大學教育系，畢業後曾任職日本厚生省社會事業研究所研究員、大學教授，在日本居留15年。二戰後回鄉擔任私立大成高中校長。
1951年4月第一屆苗栗縣縣長選舉時，原當選的劉定國因具軍人身分而被判決當選無效。7月重新補選時，賴順生代表中國國民黨參選，經三輪投票後獲得當選。任期屆滿後並未競選連任，後轉任台灣師範大學教授、台灣省政府教育廳副廳長、國民黨中央黨部秘書室主任、副秘書長、考試院考試委員等職。1992年4月逝世。